# ФК Стандард Сумгаит
ФК Стандард Сумгаит је азербејџански фудбалски клуб из Сумгаита. Основан је 2006. године и игра у првој лиги. Тимске боје су црвена и црна.

## Историја
Од сезоне 2007/08 играју у првој лиги. Опстали су у сезони 2007/08, а сезону 2008/09 су завршили у средини табеле, тј. на 7. месту. Дана 12. јуна 2009. године су се преселили у Сумгаит, који је десетак километра северозападно од престонице Бакуа.

## Тренутни састав тима
| Бр. |                    | Позиција | Играч             |
| --- | ------------------ | -------- | ----------------- |
| 1   | Грузија            | Г        | Серги Орбеладзе   |
| 2   | Грузија            | О        | Леван Силагадзе   |
| 3   | Грузија            | С        | Давид Чичвејшвили |
| 4   | Азербејџан         | С        | Раџаб Фараџзада   |
| 5   | Азербејџан         | О        | Агил Мамадов      |
| 6   | Азербејџан         | О        | Хусеин Махамадов  |
| 7   | Азербејџан         | С        | Мурад Агакишијев  |
| 8   | Азербејџан         | С        | Зејнал Зејналов   |
| 9   | Грузија            | Н        | Олег Гвесилијани  |
| 10  | Азербејџан         | Н        | Самир Заргаров    |
| 11  | Азербејџан         | С        | Васиф Алијев      |
| 12  | Зеленортска Острва | Г        | Едуардо Фернандез |
| 13  | Уругвај            | О        | Ричард Рикелме    |

| Бр. |            | Позиција | Играч         |
| --- | ---------- | -------- | ------------- |
| 14  | Азербејџан | С        | Рамин Гулијев |
| 17  | Азербејџан | С        | Фарид Гулијев |
| 18  | Бразил     | С        | Силва Родриго |

## Познати бивши играчи
- Анатоли Дорос